# Alejandro Topete del Valle
Alejandro Topete del Valle (Aguascalientes, Aguascalientes, 17 de julio de 1908 - ibídem, 25 de marzo de 1999) fue un historiador, cronista, escritor y académico mexicano.

## Biografía
Nació un 17 de julio de 1908 en la antigua calle de “El Chorro” hoy Rivero y Gutiérrez, del matrimonio formado por el Doctor Zacarías Topete López y de Dolores del Valle Azuela ocupando el 5° lugar de la familia, y él en son de guasa decía: “no hay quinto malo”. Sus padres fueron el doctor Zacarías Topete López y Dolores del Valle Azuela. Realizó sus primeros estudios en diversas escuelas de su ciudad natal.

### Primeros años
Su padre, nacido en Hostotipaquillo, Jalisco un 3 de enero de 1875; hizo sus estudios de Medicina en Guadalajara con un promedio de calificaciones muy brillante por lo cual su papá al terminar su carrera y en premio para festejar tal acontecimiento lo llevó a México; pasando por Aguascalientes junto con su madre, un compadre de ellos y un tío de su mamá: el señor cura Don Mauricio López . Doña Paulita se quedó aquí con su tío, y don Zacarías grande y el hijo, junto con el compadre, se dirigieron a México a la programada visita. De regreso, el señor cura los invita a pasar unas vacaciones en esta ciudad para que se repusiera de la salud,  ya que se encontraba muy delgado; él,  aceptó la invitación con pesar puesto que tenía a su novia en la ciudad de Guadalajara,  además de que había sido nombrado maestro de Anatomía en la Universidad de esa misma ciudad. Sus piensos fueron pasar solamente dos meses en esta ciudad pero en una fiesta conoció a la señorita Dolores del Valle Azuela nacida en esta ciudad un 18 de febrero de 1880 y de esa amistad nació el matrimonio que fue consumado un 4 de febrero de 1898. 
Los hijos de este matrimonio fueron: Dolores (1900-1902), Hugo Fernando (1902-1912),  María Teresa (1904-2004), Salvador (1906-1923), Alejandro (1908-1999), Antonio (1911-), Jorge Fernando (1913-2013), Clara Luz (1916-) y Amparo (1920-1998). 
Sus primeros estudios fueron de párvulos, (que ese era el nombre que se le daba a lo que hoy se conoce por «kinder») por los años de 1912 o 1913 en la escuela de Don Eugenio Alcalá que estaba en la 1° calle de la Merced casi en frente de la iglesia del mismo nombre. 
Al año siguiente ingresa a la Primaria en la Escuela de Rivero y Gutiérrez la cual estaba a un costado de la notaría de la Iglesia de San José, siendo su maestra Doña Fermina Reyes Barrientos, hermana del Lic. D. Francisco Reyes Barrientos padre del Lic. Jesús Reyes Ruiz y que fue una de sus maestras más queridas. 
Después,  para estudiar el segundo año en que se cerraron las escuelas ya que había un gran desorden a causa de la Revolución, se fue a estudiar a la Escuela de Don Eugenio Alcalá, en donde la Directora interina era Doña Francisca Ruiz Esparza y su maestra Doña Libradita López Velarde; contaba él que un día le puso un castigo, el hacer una cruz en el suelo con la lengua, tal vez por haber dicho una mala palabra como lo suelen hacer los chicos de la edad que repiten las cosas sin saber que significan. 
El tercer año ya abiertas las instituciones, regresó a la escuela de Rivero y Gutiérrez siendo su maestra Doña María de las Mercedes Chávez,  (quien después fue su comadre) y se acuerda de algunos de sus compañeros entre ellos a : Roberto Delahanty, Gustavo “ el Chato “ Leal, de Carlos Aguilar etc. 
Para estudiar el cuarto año lo hace en la misma Escuela donde volvió a ser su maestra Doña Fermina Reyes Barrientos;  inclusive me comentaba que guardó la lista de sus compañeros y la fotografía del grupo donde aparece con el director quien era un hombre sumamente enérgico: Don Epifanio Aguilar que había sido militar de la segunda reserva pero que no obstante su severidad y autoridad de este hombre, mi papá era uno de sus consentidos ya que este señor era muy avezado en cosas de química y le gustaba andar por todos los salones haciendo los experimentos, procuraba a mi papá para que le llevara los frascos, los matraces y las probetas y le decía: “ándale Topete tráeme estas cosas y estas otras”;  además porque mi abuelo Zacarías le tenía mucha estimación ya que le mandaba unas modestas despensas porque los sueldos eran muy raquíticos en la época de la Revolución ya que todo estaba muy escaso y tal vez por eso le guardaba muchas consideraciones. 
Después, el 5° y el 6° año los cursó en la escuela Melquiades Moreno que estaba atrás del Camarín de San Diego y que fungía como un anexo de la Escuela de Artes y Oficios ( lo que hoy es el Mercado Morelos) con Doña María de las Mercedes León quien era una maestra muy buena y muy enérgica; él recordaba que hasta tenía bigote, y que en una ocasión le impuso un castigo por parodear “el chin, chún chán“ de José F. Elizondo a su compañero Francisco Cuéllar hijo de Don Francisco S. Cuéllar que la daba por ser poeta y autor del “Album de Cuca” (Cuca era su esposa);  esta maestra lo puso 15 días parado en un rincón, pero un día les puso un problema matemático de un tren que salía de Zacatecas y otro que salía de Aguascalientes en direcciones contrarias y con diferente velocidad y la cuestión era que en cual kilómetro se deberían de encontrar, cosa que él resolvió con una regla de tres y se lo llevó a la maestra, lo pasó al pizarrón para que les dijera a sus compañeros cómo lo había resuelto y en premio le levantó el castigo y luego fue ya a ocupar su lugar. Ahí fue ya por primera vez su compañero Antonio Acevedo Escobedo, también Aurelio de los Reyes y Gustavo “el Chato” Leal, quien después tuvo una tienda que se llamaba “la Sevillana” en la esquina del Callejón “de las Tunas Peladas” (hoy calle de Adolfo Torres) y se le llamaba así a la calle porque enfrente Don Ricardo Mier tenía una cantina donde asistían los tomadores de mezcal y de botana se comían la tunas “chaveñas” y las “xoconostles”. 
Aunque Mauricio Magdaleno no fue su compañero, ya que iba un año anterior, llevó mucha amistad con él. Contaba mi papá que en una ocasión que vino ya de grande Don Mauricio y encontrándose con el Maestro Zermeño (pintor) le preguntó por su parentesco con unos Zermeño  ”quienes hacían unos zapatos muy finos de oscaria y de glaseé y también de vaquetilla, de los que yo nunca usé porque esos eran para ricos; los míos eran unos zapatones que costaban unos 3 o 4 pesos que hacía un tal Azpeitia, que eran unos Zapatos apestosos....” al respecto mi papá contaba que sus zapatos se los hacían en una tienda que se llamaba “La Guadalupana” que estaba en la esquina de 5 de Mayo y Rivero y Gutiérrez en donde se los hacían a la medida y les dibujaban el pie en unas libretas largas; esa tienda era propiedad del señor Narciso Lozano y de un señor Zermeño que eran socios. 
También me comentaba que sus compañeros le decían Alejo y una de sus maestras le decía “chaleco” por Alejo y que un día mientras que estaban haciendo unos dibujos la maestra le dijo: “ándale chaleco léeles a tus compañeros unos cuentos de Salgari”, estas lecturas que acostumbraban eran  “Las Panteras de Argel” y “El Filtro de los Califas”y que una de las veces se le acercó uno de sus compañeros que era bizco y le dijo: “oye Topete que tanto queres por el fieltro de los Califas” y él le comentó que tenía que venderle los dos tomos ya que uno era la continuación del otro y que no se llamaba Fieltro, se llamaba Filtro.. y él le replicó “pos es que me gustó o cámbiamelo por algo”, ya que también el intercambio de cosas era muy común entre los compañeros, como canicas, reglas, lápices etc. 
De los juegos en la escuela eran muy acostumbrados el de la “obliga” o burro castigado en donde uno se agacha y todos los demás le van diciendo una serie de cosas y en los recreos se jugaba a la roña o con su maestro de deportes practicaban el béisbol o el basquetbol, pero este último nunca le gustó porque daban muchos empellones y mejor se retiró. 
En la esquina de su casa (Gorostiza y Rivero y Gutiérrez) era donde les gustaba jugar a las canicas y había una tienda que se llamaba «La Providencia», que era de un hombre que se vino a vivir aquí procedente de Teocaltiche llamado Elías Ramírez, quien vivía con su mamá una viejecita llamada Doña Cayetana y su hermana Doña Pepa que era una mujer beata; también allí  conocieron una serie de personajes como a Doña Pancha que era una tullida y le llamaban “Pancha la que se arrastra”; así mismo a un tocador de guitarra y hasta compositor que se llamaba Juanito y le apodaban “maturrilla”; en una ocasión su papá lo llevó a que les tocara una serie de canciones viejas, este era ciego y ponía un sombrero para que le echaran veinte. 
Conoció a Pancho Villa personalmente por el año de 1914 cuando después de la Convención éste se había quedado dominando la Plaza, Un día “el joto Luis” (le decían así solo porque era cocinero)  los llevó a ver los trenes y las locomotoras a la Estación y allí se encontraba el tren de la división del Norte y salió Villa (como a unos 4 o 5 metros de donde estaban) de uno de los carros y lo recuerda muy bien con un “sarakof” (gorra militar de origen ruso y redondo), con un suéter blanco, muy grueso , pantalones de montar y polainas y botines siempre con la postura de Villa, la mano derecha “ en jarras” que era muy típica de él ya que sus manos podían estar cerca de su pistola; estaba oyendo tocar una banda, con unos instrumentos nuevos y relumbrantes, su director que se llamaba Don Pomposo Caballero que fue el autor de “Tierra Blanca” una de las marchas militares más bonitas que compuso éste señor a raíz del triunfo de Villa , en la cadena de triunfos que éste tuvo. 
Su papá tenía una huerta en la cuarta calle de “Santa Bárbara” hoy de Emiliano Zapata donde a él y a sus hermanos junto con los amigos les encantaba ir a jugar ahí  y que el día que entró Obregón a la ciudad un 10 de julio de 1915 estando en la huerta fue por ellos  “el joto Luis”  cuando comenzaron las ametralladoras en todo su fragor por el rumbo de La Merced, Luis fue por ellos para llevárselos hasta su casa que se encontraba a cuatro cuadras y que seguramente a este personaje le daba mucho gusto el ruido de las descargas porque se soltó cantando. 
Cuando estaban luchando los villistas y los carrancistas al frente de Obregón , recordaba mi papá que los yaquis iban descalzos con unos tamborcitos que usaban para marchar e iban a pedir agua a su casa y que tuvieron que poner una tina ya que venían sedientos. Todo esto sucedió los días 8, 9, y 10 de julio de 1915 que salió Francisco Villa de la ciudad y se acabó el villismo. Él tenía 7 años . 
Siguiendo con sus estudios, la secundaria y la preparatoria los cursó en el que después fue Instituto de Ciencias (hoy Universidad Autónoma) a un costado de San Diego. 
Cuando él tenía 17 años, por el año de 1925 muere su padre de una afección pulmonar y se tiene que salir de estudiar y ponerse a trabajar tal vez sintiendo la responsabilidad por ser el hijo mayor varón que quedaba y por azares del destino llevó amistad con Carlos Salas López quien seguramente viendo su afición por la historia le recomienda a mi papá que lea unos libros entre ellos el de Agustín R. González que era el libro que se leía de la historia local.

### Vida Laboral
Comenzó también entonces a escribir en una revista que se llamó “La Voz del Pueblo” de Daniel García y después entra a dar las cátedras de Historia de México en el 1.º, 2.º y 3.er año de la secundaria apoyado en los libros de Dn Alfonso Toro y en la obra para secundaria de Dn Luis Chávez Orozco. Su sueldo era de 30 pesos por clase mensuales así que hacían un total de 90 pesos por mes más otro tanto de otros trabajos que obtuvo como el 1.er jefe de Archivo de la Secretaria de Gobierno. Tomó algunas materias de comercio en la Escuela Preparatoria y de Comercio del Estado —que años más tarde se convirtió en la Universidad Autónoma de Aguascalientes—, sin embargo decidió ingresar a la Escuela Normal y de Bachillerato del Estado de Aguascalientes para convertirse en maestro de educación primaria. En 1925, fue fundador de la revista Vida Estudiantil.
En 1926, comenzó a trabajar en la Administración Pública. Ocupó diversos puestos en el gobierno del Estado de Aguascalientes, entre ellos fue secretario del Consejo de Educación Pública del Estado, director de la Academia de Bellas Artes y del Museo de Aguascalientes.  A partir de 1932, impartió clases de historia de México y de historia universal en la Escuela Preparatoria del Estado y en la Escuela Normal del Estado. 
En 1939 viajó a la Ciudad de México para impartir clases de literatura en la Escuela Militar de Intendencia y en el Heroico Colegio Militar. Regresó a Aguascalientes en 1942. Fue subdirector de su alma mater de 1966 a 1979. Fue miembro de la Junta de Gobierno del Instituto Autónomo de Ciencias y Tecnología. En 1971, impartió clases de antropología en la Escuela de Trabajo Social de la Universidad Autónoma de Aguascalientes.
Fue miembro de la Sociedad Mexicana de Geografía y Estadística, de la Sociedad Astronómica y Geofísica, de la Academia Nacional de Historia y Geografía, así como de la Academia Mexicana de Genealogía y Heráldica.  Fue elegido miembro correspondiente de la Academia Mexicana de la Lengua y fue miembro del Seminario de Cultura Mexicana. Perteneció también a la Academia de Historia de Occidente, a la Sociedad Mexicana de Filosofía, a la Asociación Cultural Aguascalentense y al Ateneo Cultural de Aguascalientes. 
Fue fundador del Boletín de la Sociedad de Historia, Geografía y Estadística. Colaboró para Bohemia, ACA, Aries, Aguascalientes Hoy, Exedra, El Hidrocálido, y El Sol del Centro. En 1944, fue nombrado cronista vitalicio de Aguascalientes.  Murió en su ciudad natal el 25 de marzo de 1999.

## Premios y distinciones
- Palmas Académicas por la Academia Nacional de Historia y Geografía.
- Medalla de Plata del Reconocimiento Francés, por el gobierno de Francia.
- Medalla "Ignacio M. Altamirano", por el Gobierno Federal de México.
- Palmas Académicas, por el Gobierno de Aguascalientes.

## Obras publicadas
- Notas para la historia de la medicina en Aguascalientes (1953) 69 págs.
- José Guadalupe Posada: prócer de la gráfica popular mexicana (Seminario de Cultura Mexicana, 1957; varias reediciones) 124 págs.
- Aguascalientes. Guía para visitar la Ciudad y el Estado (1966; 2a. edición, 1968) 208 págs.
- Feria de San Marcos: estampas y recuerdos (Gobierno del Estado de Aguascalientes, 1970; 5a. edición, 1982) 28 págs.
- Estampas de Aguascalientes (1980).
- Teatro Morelos (Gobierno del Estado de Aguascalientes, 1985) 100 págs.
- Páginas sueltas (Universidad Autónoma de Aguascalientes, Centro de Ciencias Sociales y Humanidades, 2000) 135 págs.
- Hechos y sucedidos en Aguascalientes (Instituto Cultural de Aguascalientes, 2001) 140 págs.